# ドゥナイ諸島
ドゥナイ諸島(ドゥナイしょとう、ロシア語: Острова Дунай)は、北極海の一部であるラプテフ海に位置するロシア連邦領の島嶼群である。諸島はエゴルシャ島(Остров Егорша)、レピョシュカラビット＝ビョリキョー島(Остров Лепёшкалабыт-Бёлькёё)、ドゥナイ＝アリタ島(Остров Дунай-Арыта)等の島から構成される。

## 名称
ドゥナイ諸島およびドゥナイ＝アリタ島の名前はコサックのドゥナイ・ステパノビッチ(ロシア語: Дунай, Константин Степанович)に因んで名づけられた。
。